# 埃施滕贝格
埃施滕贝格是奥地利上奥地利州谢尔丁县的一个市镇。总面积40平方公里，总人口2817人，人口密度70.4人/平方公里（2005年）。